# Взлом Южного телевидения

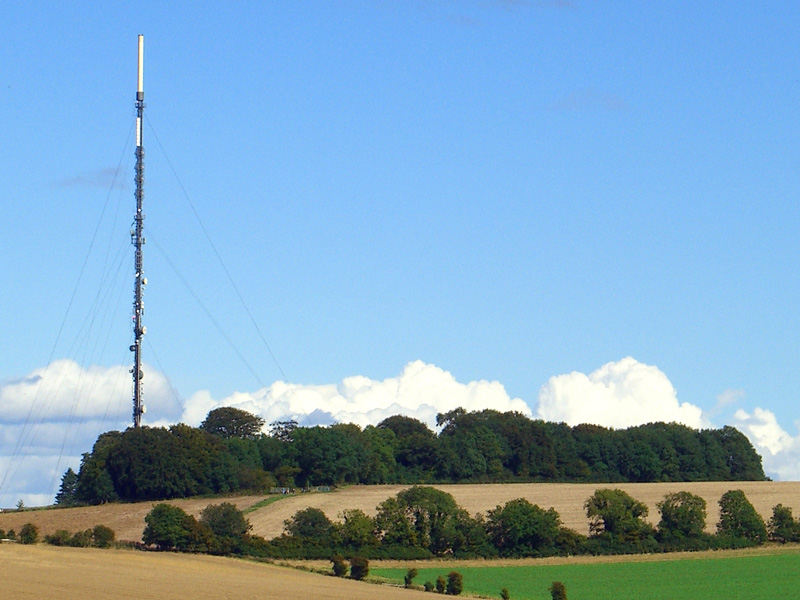
Передающая мачта в Ханнингтон (Гэмпшир), с которой был перехвачен сигнал

Взлом Южного телевидения — одно из первых крупных вторжений в эфир. Произошло в Великобритании 26 ноября 1977 года и остаётся нераскрытым до сих пор.

## Описание
Хакер прервал передачу на 6 минут и заявил, что он является представителем «Межгалактической ассоциации». Сообщения об инциденте различаются, некоторые называют хакера «Вриллоном» или «Гилоном», другие — «Астероном».
Изменённый голос, сопровождавшийся жужжанием, прервал трансляцию местной станции ITV Southern Television, перекрывая UHF-аудиосигнал ранних вечерних новостей, читаемых Эндрю Гарднером из ITN. Передача принимала только звук, оставляя видеосигнал без изменений, за исключением некоторых искажений изображения. Голос предупреждал зрителей, о том что «Все оружия зла должны быть уничтожены. У вас мало времени, чтобы научиться жить в мире». 
Прерывание прекратилось после того, как заявление было доставлено, передачи вернулись к нормальному распорядку незадолго до окончания мультфильма «Looney Tunes». Позднее вечером Южное телевидение принесло извинения за произошедшее. ITN также сообщила об этом инциденте в своём вечернем субботнем бюллетене.

## Реакция общественности и СМИ
Этот инцидент вызвал местную панику и привлёк внимание общественности в воскресных газетах следующего дня, когда МБА объявил, что трансляция была шуткой. МБА подтвердило, что впервые была сделана такая ложная передача.
Репортажи об этом событии распространялись по всему миру, и многочисленные американские газеты рассказывают об этом в пресс-агентстве UPI.
Трансляция стала сноской в уфологии, поскольку некоторые решили принять предполагаемую «инопланетную» трансляцию по номинальной стоимости, ставя под сомнение объяснение перехвата передатчика. В течение двух дней после сообщения об инциденте в «Таймс» в письме в редакцию, опубликованном 30 ноября 1977 года, спрашивалось: «Как МБА или кто-либо другой может быть уверен, что трансляция была ложной?». Редакция одной из американских местных газет — Eugene Register-Guard — прокомментировала: «Похоже, никто не считал, что Астерон мог быть настоящим». Уже в 1985 году эта история вошла в городской фольклор, и было высказано предположение, что у трансляции не было никакого объяснения.
Эпизод 1999 года детского телесериала «Это загадка» показал событие, созданное одним из преемников Southern, Meridian Television. Функция воспроизвела инцидент с ложными новостями и зрителями, которые наблюдали за происходящим дома.

## Расшифровка
Зимний выпуск журнала Fortean Times (выпуск № 24) за 1977 год содержал запись того, что они назвали «коротким сообщением», которое транслировалось:
«Это голос Астерона. Я являюсь уполномоченным представителем Межгалактической миссии, и у меня есть послание для планеты Земля. Мы начинаем вступать в период Водолея, и есть много вещей, которые должны быть сделаны земными людьми. Все ваши оружия зла должны быть уничтожены. У вас есть мало времени, чтобы научиться жить вместе в мире. Вы должны жить в мире … или покинуть галактику.»
Далее в статье Fortean Times критиковались сообщения об инциденте, появляющемся в газетах:
Выступая по британскому коммерческому радио 6 декабря 1977 года, сэр Джон Уитмор также поставил под сомнение сообщение газеты об инциденте, ссылаясь на запись всей трансляции, которая, казалось, существовала в то время.
Содержимое сообщения гласит:

Это голос Вриллона, представителя Галактического Командования Аштара, который говорит с вами. В течение многих лет вы видели нас как огни в небе. Мы говорим с вами сейчас в мире и мудрости, как мы поступили с вашими братьями и сёстрами во всём этом, на вашей планете Земля. Мы пришли, чтобы предупредить вас о судьбе вашей расы и вашего мира, чтобы вы могли сообщить своим собратьям курс, который вы должны выбрать, чтобы избежать катастрофы, которая угрожает вашему миру, и существам в наших мирах вокруг вас. Это для того, чтобы вы могли принять участие в великом пробуждении, когда планета переходит в Новую Эру Водолея. Новая Эра может стать временем великого мира и эволюции для вашей расы, но только если ваши правители узнают о злых силах, которые могут затмить их суждения. Стой сейчас и слушай, твой шанс может больше не прийти. Все ваши оружия зла должны быть уничтожены. Время конфликта уже прошло, и раса, частью которой вы являетесь, может перейти на более высокие стадии своей эволюции, если вы покажете, что достойны сделать это. У вас мало времени, чтобы научиться жить вместе в мире и доброй воле. Небольшие группы по всей планете учатся этому и существуют, чтобы передать всем вам свет наступающей Новой Эры. Вы можете принять или отвергнуть их учения, но только те, кто учится жить в мире, перейдут в более высокие сферы духовной эволюции. Услышь теперь голос Вриллона, представителя Галактического Командования Аштара, говорящего с тобой. Знайте также, что в настоящее время в вашем мире действует множество лжепророков и наставников. Они будут высасывать из вас вашу энергию — энергию, которую вы называете деньгами, и направлять её на злые цели и давать вам бесполезный шлак взамен. Ваше внутреннее божественное Я защитит вас от этого. Вы должны научиться быть чувствительными к голосу внутри, который может сказать вам, что такое истина, а что такое путаница, хаос и неправда. Научитесь слушать голос истины, который находится внутри вас, и вы поведёте себя на путь эволюции. Это наше послание нашим дорогим друзьям. Мы наблюдали, как вы росли в течение многих лет, когда вы тоже видели наши огни в ваших небесах. Теперь вы знаете, что мы здесь, и что на вашей Земле и вокруг неё больше существ, чем ваши учёные признают. Мы глубоко обеспокоены вами и вашим путём к свету и сделаем всё возможное, чтобы помочь вам. Не бойтесь, стремитесь только познать себя и жить в гармонии с путями вашей планеты Земля. Мы из Галактического Командования Аштара благодарим вас за ваше внимание. Мы сейчас покидаем планы вашего существования. Пусть вы будете благословлены высшей любовью и истиной космоса.Оригинальный текст (англ.)This is the voice of Vrillon, a representative of the Ashtar Galactic Command, speaking to you. For many years you have seen us as lights in the skies. We speak to you now in peace and wisdom as we have done to your brothers and sisters all over this, your planet Earth. We come to warn you of the destiny of your race and your world so that you may communicate to your fellow beings the course you must take to avoid the disaster which threatens your world, and the beings on our worlds around you. This is in order that you may share in the great awakening, as the planet passes into the New Age of Aquarius. The New Age can be a time of great peace and evolution for your race, but only if your rulers are made aware of the evil forces that can overshadow their judgments. Be still now and listen, for your chance may not come again. All your weapons of evil must be removed. The time for conflict is now past and the race of which you are a part may proceed to the higher stages of its evolution if you show yourselves worthy to do this. You have but a short time to learn to live together in peace and goodwill. Small groups all over the planet are learning this, and exist to pass on the light of the dawning New Age to you all. You are free to accept or reject their teachings, but only those who learn to live in peace will pass to the higher realms of spiritual evolution. Hear now the voice of Vrillon, a representative of the Ashtar Galactic Command, speaking to you. Be aware also that there are many false prophets and guides at present operating on your world. They will suck your energy from you – the energy you call money and will put it to evil ends and give you worthless dross in return. Your inner divine self will protect you from this. You must learn to be sensitive to the voice within that can tell you what is truth, and what is confusion, chaos and untruth. Learn to listen to the voice of truth which is within you and you will lead yourselves onto the path of evolution. This is our message to our dear friends. We have watched you growing for many years as you too have watched our lights in your skies. You know now that we are here, and that there are more beings on and around your Earth than your scientists admit. We are deeply concerned about you and your path towards the light and will do all we can to help you. Have no fear, seek only to know yourselves, and live in harmony with the ways of your planet Earth. We of the Ashtar Galactic Command thank you for your attention. We are now leaving the planes of your existence. May you be blessed by the supreme love and truth of the cosmos.

## Использование в популярной культуре
Американский писатель Нельсон Олгрен включил вариант сообщения в свою книгу 1983 года «Чулок дьявола», выдуманный рассказ о судебном процессе над Рубином Картером, реальным борцом за призы, который был признан виновным в двух убийствах.. В книге, когда начинается период беспорядков в тюрьме, персонаж «Кеньятта» произносит речь, близко отражающую транскрипт «Фортеан таймс» о прерывании «Южного телевидения»:
«Я являюсь уполномоченным представителем Межгалактической миссии», — наконец раскрыл свои полномочия Кеньятта. «У меня есть послание для Планеты Земля. Мы начинаем вступать в период Водолея. Люди Земли должны сделать много исправлений. Все ваши оружия зла должны быть уничтожены. У вас есть только короткое время, чтобы научиться жить вместе в мире. Вы должны жить в мире, — здесь он сделал паузу, чтобы привлечь внимание всех, — вы должны жить в мире или покинуть галактику!»